# Incident at Loch Ness
Incident at Loch Ness è un falso documentario del 2004 diretto da Zak Penn, che l'ha anche scritto, prodotto ed interpretato con Werner Herzog.
Il film, interamente di finzione, è costruito come un "film nel film": Incident at Loch Ness racconta gli eventi accaduti durante le riprese del documentario Enigma of Loch Ness, sul leggendario mostro del lago scozzese, attraverso le immagini del documentario Herzog in Wonderland.

## Trama
Il direttore della fotografia John Bailey è impegnato in un documentario sul cinema di Werner Herzog intitolato Herzog in Wonderland, quando il regista tedesco intraprende un nuovo progetto, su invito dello sceneggiatore e produttore statunitense Zak Penn, un documentario sul mostro di Loch Ness, intitolato Enigma of Loch Ness. Il regista non crede all'esistenza del mostro, ma è interessato dal punto di vista del fenomeno psicologico collettivo che ha portato alla sua creazione.
Per una volta Herzog non è costretto ad autoprodursi e può contare su una produzione di tutto rispetto, che coinvolge tecnici di prim'ordine del cinema mainstream hollywoodiano, come il direttore della fotografia Gabriel Beristain e il tecnico del suono Russell Williams II. Ma fin dall'arrivo della troupe in Scozia, il regista comincia a rendersi conto che il produttore ha un'idea diversa dalla sua sul film che devono realizzare insieme: Zak Penn cerca tutti i modi per renderlo più "spettacolare", chiede a tutta la troupe di indossare una bizzarra tuta (ricevendo lo sdegnato rifiuto di Herzog), ribattezza la modesta barca con cui affrontano il lago con un nome più altisonante (contrariando il capitano reclutato sul posto, secondo cui la cosa porta sfortuna), sceglie come improbabile operatore del sonar una statuaria modella e persino l'eccentrico criptozoologo della spedizione, Michael Karnow, apparentemente ossessionato dalle sue bizzarre convinzioni, è in realtà un attore, ma soprattutto è intenzionato ad utilizzare un finto mostro per rendere il film appetibile al pubblico.
Dopo solo pochi giorni di riprese, quando ormai i rapporti tra Herzog e Penn sono irrimediabilmente degenerati e il regista sta proseguendo il lavoro solamente per orgoglio personale, perché non può tollerare di avere nella propria carriera un progetto abbandonato quando è riuscito a portare in fondo autentiche imprese come Fitzcarraldo e Aguirre, furore di Dio, accade l'imprevedibile: la barca della spedizione, rimasta in panne in mezzo alla nebbia, si imbatte davvero nel mostro, con lo sconcerto di Herzog per primo, visto che non aveva mai creduto nella sua esistenza.
Penn e l'assistente di produzione Robert O'Meara abbandonano gli altri, fuggendo con il gommone di salvataggio. Ma sia la barca che il gommone vengono attaccati dalla leggendaria creatura.
Penn, giunto in qualche modo fino a riva e trovato da una coppia di turisti, guida il recupero degli altri membri della sfortunata spedizione, che vengono tutti tratti in salvo, ad eccezione di Michael Karnow e Robert O'Meara, dati per dispersi.
Le autorità del luogo liquidano quanto accaduto come l'ennesimo incidente sul lago che viene attribuito al mostro. 
Herzog, in conclusione, ammette che questa avventura mette in discussione il senso di tutto il suo cinema.